# Judenau-Baumgarten
Judenau-Baumgarten est une commune autrichienne du district de Tulln en Basse-Autriche.